# Leo Rauch
Leo Rauch (ur. 1927 Berlinie, Niemcy  – zm. 1997) – niemiecko-amerykański filozof, komentator filozofii kontynentalnej (głównie Platona, Kanta i Hegla), tłumacz pism G. W. F. Hegla na język angielski.

## Życiorys
W 1968 r. uzyskał stopień doktora nauk filozoficznych na Uniwersytecie w Nowym Jorku. Przez następne lata związany był z Uniwersytetem Stanowym w Ohio, uniwersytetami w Teksasie i Cincinnati oraz z Centrum Filozofii i Historii Nauki na Uniwersytecie Bostońskim. Ostatnio pracował na Wydziale Filozofii w Babson College w Massachusetts.
Jego żoną była Gila Ramras-Rauch (1933–2005) - wykładowczyni języka hebrajskiego oraz literatury żydowskiej i Holocaustu w Boston’s Hebrew College, laureatka izraelskiej nagrody państwowej w dziedzinie literatury w 1983.

## Najważniejsze prace
- Plato's The Republic: And Phaedrus, Symposium, Apology, Crito, Phaedo, and other works (1965),
- The philosophy of Immanuel Kant (1965),
- The philosophy of Hegel (1965),
- Crisis On The Left (1978),
- The Political Animal: Studies in Political Philosophy from Machiavelli to Marx (1981),
- Hegel and the human spirit: a translation of the Jena lectures on the philosophy of spirit (1805-6) with commentary (1983, tłumaczenie i komentarz),
- The ancient mind: Study guide (1984),
- Introduction to the Philosophy of History (1988, tłumaczenie i komentarz),
- Plato's Republic (1989),
- Kant's Foundations of Ethics (1995, tłumacz),
- Hegel's Phenomenology of Self-Consciousness: Text and Commentary (1999, tłumaczenie i komentarz).